# Alan Pulido
Alan Pulido Izaguirre, (Ciudad Victoria, 8 de março de 1991), é um futebolista Mexicano que atua como Atacante. Atualmente, joga pelo Chivas Guadalajara.

## Títulos
Tigres UANL
- SuperLiga Norte-Americana: 2009
- Liga MX: Apertura 2011
- Copa México: Clausura 2014
- CONCAFAC Champions League: 2018

México
- Torneio Pré-Olímpico da CONCACAF: 2012
- Torneio Internacional de Toulon: 2012